# تشسني
تشسني (كارولاينا الجنوبية) (بالإنجليزية: Chesnee, South Carolina)‏ هي مدينة تقع في الولايات المتحدة في كارولاينا الجنوبية. يقدر عدد سكانها بـ 868 نسمة ومساحتها 2.3 كم2 وترتفع عن سطح البحر 272 متر.

## التركيبة السكانية
حدّد مكتب تعداد الولايات المتحدة بيانات التركيبة السكانية لتشسني في تعداد الولايات المتحدة. في ما يلي، التركيبة السكانية حسب تعدادي 2000 و2010.

### تعداد عام 2000
بلغ عدد سكان تشسني 1,003 نسمة بحسب تعداد عام 2000، وبلغ عدد الأسر 396 أسرة وعدد العائلات 240 عائلة مقيمة في المدينة. في حين سجلت الكثافة السكانية 341.2 نسمة لكل كيلومتر مربع (883.7/ميل2). وبلغ عدد الوحدات السكنية 460 وحدة بمتوسط كثافة قدره 156.5 لكل كيلومتر مربع (405.3/ميل2).
وتوزع التركيب العرقي للمدينة بنسبة 68.20% من البيض و27.52% من الأمريكيين الأفارقة و0.30% من الأمريكيين الأصليين و0.10% من الأمريكيين ذوي الأصول الآسيوية و1.99% من الأعراق الأخرى و1.89% من عرقين مختلطين أو أكثر و4.69% من الهسبانيون أو اللاتينيون من أي عرق.
بلغ عدد الأسر 396 أسرة كانت نسبة 33.1% منها لديها أطفال تحت سن الثامنة عشر تعيش معهم، وبلغت نسبة الأزواج القاطنين مع بعضهم البعض 39.6% من أصل المجموع الكلي للأسر، ونسبة 17.7% من الأسر كان لديها معيلات من الإناث دون وجود شريك، بينما كانت نسبة 3.3% من الأسر لديها معيلون من الذكور دون وجود شريكة وكانت نسبة 39.4% من غير العائلات. تألفت نسبة 35.4% من أصل جميع الأسر من عدة أفراد يعيشون في نفس المنزل ونسبة 13.4% كانت تتألف من شخص يعيش بمفرده يبلغ من العمر 65 عاماً أو أكثر. وبلغ متوسط حجم الأسرة المعيشية 2.43، أما متوسط حجم العائلات فبلغ 3.18.
بلغ العمر الوسطي للسكان 36.6 عاماً. وكانت نسبة 25.3% من القاطنين تحت سن الثامنة عشر، وكانت نسبة 9.9% بين الثامنة عشر والرابعة والعشرين عاماً، ونسبة 26.6% كانت واقعةً في الفئة العمرية ما بين الخامسة والعشرين والرابعة والأربعين عاماً، ونسبة 21.2% كانت ما بين الخامسة والأربعين والرابعة والستين، ونسبة 13.1% كانت ضمن فئة الخامسة والستين عاماً فما فوق. يوجد لكل 100 أنثى 94.4 ذكر، ويوجد لكل 100 أنثى في الثامنة عشر من عمرها فما فوق 85.4 ذكر.

### تعداد عام 2010
بلغ عدد سكان تشسني 868 نسمة بحسب تعداد عام 2010، وبلغ عدد الأسر 374 أسرة وعدد العائلات 210 عائلة مقيمة في المدينة. في حين سجلت الكثافة السكانية 295.2 نسمة لكل كيلومتر مربع (764.6/ميل2). وبلغ عدد الوحدات السكنية 471 وحدة بمتوسط كثافة قدره 160.2 لكل كيلومتر مربع (414.9/ميل2).
وتوزع التركيب العرقي للمدينة بنسبة 66.01% من البيض و27.07% من الأمريكيين الأفارقة و0.58% من الأمريكيين الأصليين و0.23% من الأمريكيين ذوي الأصول الآسيوية و2.53% من الأعراق الأخرى و3.57% من عرقين مختلطين أو أكثر و4.38% من الهسبانيون أو اللاتينيون من أي عرق.
بلغ عدد الأسر 374 أسرة كانت نسبة 30.2% منها لديها أطفال تحت سن الثامنة عشر تعيش معهم، وبلغت نسبة الأزواج القاطنين مع بعضهم البعض 33.4% من أصل المجموع الكلي للأسر، ونسبة 17.9% من الأسر كان لديها معيلات من الإناث دون وجود شريك، بينما كانت نسبة 4.8% من الأسر لديها معيلون من الذكور دون وجود شريكة وكانت نسبة 43.9% من غير العائلات. تألفت نسبة 35.8% من أصل جميع الأسر من عدة أفراد يعيشون في نفس المنزل ونسبة 15.8% كانت تتألف من شخص يعيش بمفرده يبلغ من العمر 65 عاماً أو أكثر. وبلغ متوسط حجم الأسرة المعيشية 2.31، أما متوسط حجم العائلات فبلغ 3.07.
بلغ العمر الوسطي للسكان 37.9 عاماً. وكانت نسبة 24.8% من القاطنين تحت سن الثامنة عشر، وكانت نسبة 10.6% بين الثامنة عشر والرابعة والعشرين عاماً، ونسبة 22.5% كانت واقعةً في الفئة العمرية ما بين الخامسة والعشرين والرابعة والأربعين عاماً، ونسبة 27.2% كانت ما بين الخامسة والأربعين والرابعة والستين، ونسبة 15% كانت ضمن فئة الخامسة والستين عاماً فما فوق. وتوزع التركيب الجنسي للسكان بنسبة 47.7% ذكور و52.3% إناث.